# 泰梅諾斯
泰梅諾斯（希臘語：Τήμενος）是希臘神話中阿里斯托馬庫斯之子，海克力斯後裔之一。泰梅諾斯與兄弟征服伯羅奔尼撒半島（即多利安人入侵），泰梅諾斯成為阿爾戈斯國王。他將女婿迪豐提斯選為王位的繼承人，導致自己被兒子們殺害。其中一個兒子是卡拉諾斯，馬其頓阿吉德王朝的先祖。

## 來源
- Bibliotheca ii. 8.
- Diodorus Siculus, iv. 57, 58.
- Pindar, Pythians, ix. 137.
- Herodotus, ix. 27.